# إسحاق جوليان
إسحاق جوليان (بالإنجليزية: Isaac Julien)‏ هو فنان ومنتج أفلام ومخرج بريطاني، ولد في 21 فبراير 1960 في لندن في المملكة المتحدة.

## وصلات خارجية
- الموقع الرسمي
- إسحاق جوليان على موقع IMDb (الإنجليزية)
- إسحاق جوليان على موقع الموسوعة البريطانية (الإنجليزية)
- إسحاق جوليان على موقع ألو سيني (الفرنسية)
- إسحاق جوليان على موقع أول موفي (الإنجليزية)
- إسحاق جوليان على موقع قاعدة بيانات الأفلام السويدية (السويدية)
- إسحاق جوليان على موقع ديسكوغز (الإنجليزية)
- إسحاق جوليان على موقع قاعدة بيانات الفيلم (الإنجليزية)
- إسحاق جوليان على موقع كينوبويسك (الروسية)